# Государственный педагогический университет имени Иона Крянгэ

## История
Государственный педагогический университет имени Иона Крянгэ был основан Указом правительства Молдавской ССР от 16 августа 1940 года и первоначально носил название Кишинёвский педагогический институт. Институт включал пять факультетов: истории и филологии, физики, математики, биологии и географии.
В 1955 году институту присвоено имя молдавского писателя Иона Крянгэ.
В 1992 году на основании решения Правительства Республики Молдова от 21 мая 1992 года № 330 «О реорганизации университетского образования», институт был преобразован в Государственный педагогический университет имени Иона Крянгэ.

## Факультеты

### Факультет иностранных языков и литературы
Английский язык и литература; Немецкий язык и литература; Французский язык и литература; Итальянский язык и литература; Испанский язык и литература; Английская филология и культура; Немецкая филология и культура; Французская филология и культура.

### Факультет истории и этнопедагогики
История; География; История и английский язык; История и французский язык; История и гражданское воспитание; Гражданское воспитание и история; История и этнология; Этнология; Румыны между Западом и Востоком; Межкультурные связи; Историческое наследие и туризм.

### Факультет филологии
Румынский язык и литература; Румынский и английский языки и литература; Румынский и французский языки и литература; Румынский и немецкий языки и литература; Румынский и итальянский языки и литература; Румынский и испанский языки и литература; Русский и английский языки и литература; Русский язык и литература; Лингвистика, история и теория литературы; Дидактика филологических дисциплин; Языковое и литературоведческое воспитание; Лингвистическое образование и межкультурное общение.

### Факультет изобразительного искусства и дизайна
Изобразительное искусство; Технологическое воспитание; Изобразительное искусство и технологическое воспитание; Декоративное искусство; Дизайн одежды; Дизайн интерьера; Графика; Живопись; Педагогика искусства; Художественная обработка материалов; Художественное моделирование костюма; Художественное проектирование интерьера; Графический дизайн; Станковая живопись; Менеджмент в искусстве.

### Педагогический факультет
Педагогика начального обучения; Дошкольное воспитание; Педагогика; Социальная педагогика; Педагогика и английский язык; Педагогика начального обучения и английский язык; Педагогика начального обучения и французский язык; Педагогика начального обучения и дошкольное воспитание; Педагогика начального обучения и информатика; Спортивный и современный танец; Менеджмент и консультирование в начальном образовании/ в дошкольной педагогике; Методология научно — педагогического исследования, методология научно -исследования в социальной педагогике; Педагогика высшего образования.

### Факультет информатики и информационных технологий в обучении
Информатика; Математика и информатика; Информатика и математика; Информационные и коммуникационные технологии в образовании.

### Факультет психологии и специальной психопедагогики
Психология; Психопедагогика; Специальная психопедагогика; Социальная защита; Психолого-педагогическая консультативная психотерапевтическая деятельность практического психолога; Психодиагностика и психологическое сопровождение в организациях разного типа; Теория и практика психологического исследования; Специальная психопедагогика и терапия речи; Эксклюзивное воспитание и терапия лиц со специальными нуждами; Социальная политика поддержки семьи и ребёнка; Социальная служба в области здоровья населения.